# 新尺別駅
新尺別駅（しんしゃくべつえき）は、北海道白糠郡（現・釧路市）音別町字尺別に存在した、雄別炭礦尺別鉄道線の駅である。同線の廃止とともに廃駅となった。

## 概要
軽便運炭軌道時代の1939年（昭和14年）頃から付近に職員社宅や炭鉱住宅が建ち始めて人口が増えたため、ホームは無かったが停車して乗降するようになった。専用鉄道に切り替わって当駅が開設され、同時に軽便運炭軌道時代に尺別炭山駅にあった鉄道事務所、交換設備、機関庫と炭水所、保線事務所などが当駅に移転して中心駅となった。

## 歴史
- 1920年（大正9年）1月22日：北日本鉱業尺別炭礦の軽便運炭軌道運用開始。
- 1939年（昭和14年）頃：雄別炭礦鉄道の軽便運炭軌道の新尺別停留所が開設（ホーム等の設備は一切無し）。
- 1942年（昭和17年）11月3日：尺別専用鉄道の駅として新尺別駅開業。軽便運炭軌道廃止。
- 1962年（昭和37年）1月1日：地方鉄道の尺別鉄道の駅となる。
- 1970年（昭和45年）4月16日：鉄道廃止により廃駅。

## 構造
南東側（尺別炭山に向かって左側）に25坪の駅舎をもつ土盛の単式ホーム1面1線（1番線）と副本線（2番線）、その外側に短い板張りの駅裏側片面使用の単式ホーム1面1線（3番線）、さらにその外側に機回し線を有し、構内駅裏の尺別寄りに機関庫、炭水所、検車庫を有した。
3番線の板張りホームは、1955年（昭和30年）頃に上下通勤列車が同時入線するダイヤが組まれたため臨時設置されたもので、1965年（昭和40年）までにはダイヤ改正と共に姿を消した。
なお軽便運炭軌道は現・北海道道361号尺別尺別停車場線の位置に敷かれていて、軌道跡が道路に利用された。

## 現状
尺別川右岸の原野を北上して来た鉄道は、上流に向かって流れの方向を変えた尺別川を渡り（1号橋）、旧軽便運炭軌道の軌道跡である道路を越えて当駅構内へカーブして入構したが、その跨道橋のコンクリート基礎が道路の両側に残されている。

## 隣の駅
雄別炭礦
尺別鉄道線
八幡前 - 新尺別駅 - 旭町